# Epiphellia australis
Epiphellia australis is een zeeanemonensoort uit de familie Isophelliidae.
Epiphellia australis is voor het eerst wetenschappelijk beschreven door Carlgren in 1950.